# Цыкарев, Иван Фёдорович
Ива́н Фёдорович Цы́карев (1913—1979) — участник Великой Отечественной войны, старший сержант, кавалер трёх орденов Славы.

## Биография
Родился 7 мая 1913 года в деревне Копалинская Шенкурского уезда Архангельской губернии (ныне Шенкурского района Архангельской области). Жил в городе Вельске. Работал столяром.

### Великая Отечественная война
В армии с 1941 года.

В боях Великой Отечественной войны Иван Фёдорович Цыкарев участвовал с февраля 1943 года. Он возглавлял группу разведчиков 417-го стрелкового полка (1-й Прибалтийский фронт).
28.11.1943 г. западнее деревни Плетни (Псковская область) И. Ф. Цыкарев с группой воинов ворвался в траншею противника, уничтожил 5 солдат, одного захватил в плен.
10.12.1943 года за этот подвиг И. Ф. Цыкарев был награждён орденом Славы III степени.
Разведчик минометной роты того же полка (43-я армия) старший сержант И. Ф. Цыкарев 20.07.1944 года в бою за деревню Шакарва (Витебская область) был ранен, но остался в строю для выполнения боевого задания. Из личного оружия уничтожил двух вражеских солдат.
3.10.1944 года за этот подвиг И. Ф. Цыкарев был награждён орденом Славы II степени.
Наводчик миномёта И. Ф. Цыкарев 13.01.1945 года при наступлении на железнодорожную станцию Клауспуссен (10 км севернее г. Мемель) участвовал в отражении 2 контратак противника, миномётным огнём истребил свыше 10 солдат.
19.4.1945 года за этот подвиг И. Ф. Цыкарев был награждён орденом Славы I степени. 

Об этой награде Иван Федорович узнал только 18 лет спустя, благодаря поисковикам-следопытам одной из школ Вильнюса.

### После войны
После войны, в 1945 году, Иван Фёдорович был демобилизован. Жил в Шенкурске, работал мастером столярной мастерской артели «Красный бондарь»; затем — столяром в Шенкурском леспромхозе.
Похоронен на Шенкурском городском кладбище

## Награды
- 10.12.1943 г. награждён орденом Славы 3 степени.
- 3.10.1944 г. награждён орденом Славы 2 степени.
- 19.4.1945 г. награждён орденом Славы 1 степени.
- медали СССР.